# (291) Alice
(291) Alice – planetoida z pasa głównego asteroid.

## Odkrycie
Została odkryta 25 kwietnia 1890 roku w Obserwatorium Uniwersyteckim w Wiedniu przez Johanna Palisę. Pochodzenie nazwy planetoidy nie jest znane.

## Orbita
(291) Alice okrąża Słońce w ciągu 3 lat i 315 dni w średniej odległości 2,22 j.a. Planetoida należy do rodziny planetoidy Flora nazywanej też czasem rodziną Ariadne.